# 4866 Badillo
4866 Badillo este un asteroid din centura principală, descoperit pe 10 noiembrie 1988 de Tokuo Kojima.